# كارل سيغفريد بونيفي
كارل سيغفريد بونيفي هو محرر وصحفي نرويجي، ولد في 19 ديسمبر 1804، وتوفي في 13 أكتوبر 1856.